# مقصدهای پروازی ایگل آزور
مقصدهای پروازی ایگل آزور به شرح زیر است:

## آفریقا
الجزایر
- الجزیره – فرودگاه هواری بومدین
- عنابه – فرودگاه راباه بیتات
- باتنه، الجزایر – فرودگاه بتنا
- بجایه، الجزایر – فرودگاه صومام عبان رمضان
- بسکره، الجزایر – فرودگاه بیسکرا
- Chlef – فرودگاه بین‌المللی چلف
- قسطنطنیه، الجزایر – فرودگاه بین‌المللی محمد بوضیاف
- Djanet – فرودگاه دیانت ایندبیرن
- Hassi Messaoud – فرودگاه کریم بلقاسم
- وهران، الجزایر – فرودگاه اس سینیا وهران
- Setif – فرودگاه این ارنات
- تمنراست – فرودگاه اگونار – هج بی اخاموک
- تلمسان – فرودگاه زناتا – مصالی الحاج

تونس
- جربه – فرودگاه بین‌المللی دیربا–زارزیس

مالی
- باماکو- فرودگاه بین‌المللی باماکو-سانوو

## اروپا
فرانسه
- بوردو – فرودگاه بوردو–مریگناک
- لیل – فرودگاه لیل
- لیون – فرودگاه لیون-سینت اگزوپری
- مارسی – فرودگاه مارسی پروانس
- نیس – فرودگاه نیس کوت دازور [فصلی]
- پاریس
  - فرودگاه شارل دوگل پاریس
  - فرودگاه اورلی قطب
- تولوز – فرودگاه تولوز-بلانیاک

پرتغال
- فارو – فرودگاه فارو [فصلی]
- فونچال – فرودگاه مادیرا
- لیسبون – فرودگاه لیسبون پورتلا
- پورتو – فرودگاه فرنسیسکو جسا کارنئیرو

سوئیس
- بازل – فرودگاه بازل-مولوز-فرایبورگ اروپا

### روسیه
- مسکو - فرودگاه بین‌المللی ونوکووا